# 2017年4月中国大陆

## 4月1日
- 中共中央、中华人民共和国国务院决定，在河北省雄县、容城、安新三地设立雄安新区[1]，该区与之前设立的深圳经济特区和浦东新区属同一级别[2]。
- 雄安新区宣布成立后，大批炒房者涌入，须政府出面叫停私人楼房交易[3][4]。
- 四川泸县太伏中学14岁男生被发现非正常死亡，引发当地警民冲突，即太伏中学事件。

## 4月3日
- 政府计划在2020年前让80%的公民能说普通话，以缩减各地因方言造成的交流差异[5]。

## 4月9日
- 中央纪委监察部网站发布消息，中国保险监督管理委员会主席兼党委书记、中国共产党第十八届中央委员会委员项俊波涉嫌严重违纪，正接受组织审查，调查原因尚未披露[6]。

## 4月19日
- 与苹果公司协商未果，微信团队宣布即日起关闭iOS公众号文章打赏功能[7][8]。

## 4月20日
- 无人货运飞船天舟一号于19时41分35.361秒从海南文昌航天发射场使用新一代的长征七号运载火箭发射[9]。
- 河南省安阳市中级人民法院以受贿罪判处中共中央台湾工作办公室、国务院台湾事务办公室前副主任龚清概有期徒刑15年、没收个人财产人民币500万元[10]。

- 德国学术出版商施普林格旗下期刊《肿瘤生物学》（Tumor Biology）一次性撤下于2012年至2016年间发表的107篇论文，这些论文全部与中国研究机构有关，在中国国内引起巨大反响。[11]

## 4月26日
- 中国首艘国产航空母舰于大连下水[12]。

## 4月29日
- 九零后女演员刘洁被陌生醉汉捅死[13]。